# Silvino Castor da Nóbrega
Silvino Castor da Nóbrega (Soledade, 28 de setembro de 1897 - Rio de Janeiro, 17 de agosto de 1984) foi um militar do Exército Brasileiro. Filho do Tenente-Coronel Carlos Castor de Araújo e de Francisca Nóbrega de Araújo, participou da Força Expedicionária Brasileira (FEB). Durante a Segunda Guerra Mundial, como Major, comandou o III Batalhão do 6º Regimento de Infantaria.
Recebeu as condecorações militares, como as medalhas: Cruz de Combate de 1a classe do Brasil e a Bronze Star dos EUA.
Como Tenente-Coronel, comandou o Batalhão de Guardas, localizado na cidade do Rio de Janeiro, atual Batalhão da Guarda Presidencial, localizado na cidade Brasília - DF e o Regimento Sampaio. Como coronel, comandou o 5º Regimento de Infantaria, em Lorena, São Paulo.
Ascendeu ao generalato em 1958 e assumiu o comando da Infantaria Divisionária da 6a Região Militar Porto Alegre - RS. Posteriormente, comandou também a Divisão Blindada no Rio de Janeiro de 13 de outubro de 1961 a 14 de agosto de 1963.
Em 1963, como General de Divisão, assumiu o Comando da 5ª Região Militar no Paraná/DI.
Na cidade de Soledade na Paraíba há uma rua batizada em sua homenagem.
Em 14 de setembro de 2017, o 37° Batalhão de Infantaria Leve, localizado em Lins (SP) teve sua designação história aprovada e passou a designar-se "Batalhão GENERAL SILVINO CASTOR DA NOBREGA", em homenagem ao distinto herói da Força Expedicionária Brasileira e do Brasil.